# Human Killing Machine
Human Killing Machine, presentato anche con la sigla HKM sulle confezioni, è un videogioco picchiaduro a incontri pubblicato nel 1988-1989 per i computer Amiga, Amstrad CPC, Atari ST, Commodore 64, MS-DOS e ZX Spectrum dalla U.S. Gold. Lo stile del gioco è simile a Street Fighter, le cui conversioni per computer vennero realizzate dallo stesso sviluppatore Tiertex e pubblicate sempre da U.S. Gold.

## Modalità di gioco
Il gioco è per un solo giocatore, che controlla il personaggio di Kwon, un lottatore equipaggiato soltanto con guantoni, in una serie di incontri con 10 differenti avversari in varie parti del mondo. Gli incontri sono bidimensionali con visuale di profilo, su 5 possibili sfondi che variano ogni 2 livelli: Mosca (Cattedrale di San Basilio), Amsterdam (De Wallen), Barcellona (dentro una plaza de toros), Germania (davanti a una birreria), Beirut (in zona di guerra).
Kwon ha a disposizione movimenti corrispondenti a tutte le otto direzioni del joystick (o corrispondenti tasti) e attacchi con pugni e calci corrispondenti alla pressione del pulsante abbinata o meno con tutte le direzioni del joystick. Gli avversari hanno caratteristiche diverse, a volte hanno armi contundenti e alcuni sono animali.
Ogni avversario deve essere sconfitto un certo numero di volte per poter passare al livello successivo, mentre Kwon ha una scorta di vite. In ogni round i due contendenti hanno una barra di energia e in alcune versioni quella dell'avversario è in grado di rigenerarsi lentamente, mentre non ci sono limiti di tempo.
I personaggi, nell'ordine in cui si affrontano, sono:
1. Igor, soldato russo che usa un fucile come arma contundente
2. Shepski, un cane
3. Maria, prostituta
4. Helga, prostituta molto robusta
5. Miguel, torero con equipaggiamento da corrida
6. Brutus, un toro
7. Hans, tedesco in abiti tradizionali
8. Franz, un cameriere che combatte pur reggendo il vassoio, e lancia anche bottiglie
9. Sagan, terrorista mediorientale
10. Merkeva, altro terrorista fisicamente enorme